# Niphetogryllacris mauritiana
Niphetogryllacris mauritiana är en insektsart som först beskrevs av Griffini 1909.  Niphetogryllacris mauritiana ingår i släktet Niphetogryllacris och familjen Gryllacrididae. Inga underarter finns listade i Catalogue of Life.